# Clémence Budow
Clémence Eleonore Budow, geb. Stolterfoth, (* 25. November 1908 in Riga; † 10. Mai 1995 in Hamburg) war eine deutsche Rundfunkpionierin und Politikerin (Deutsche Partei).

## Leben und Beruf

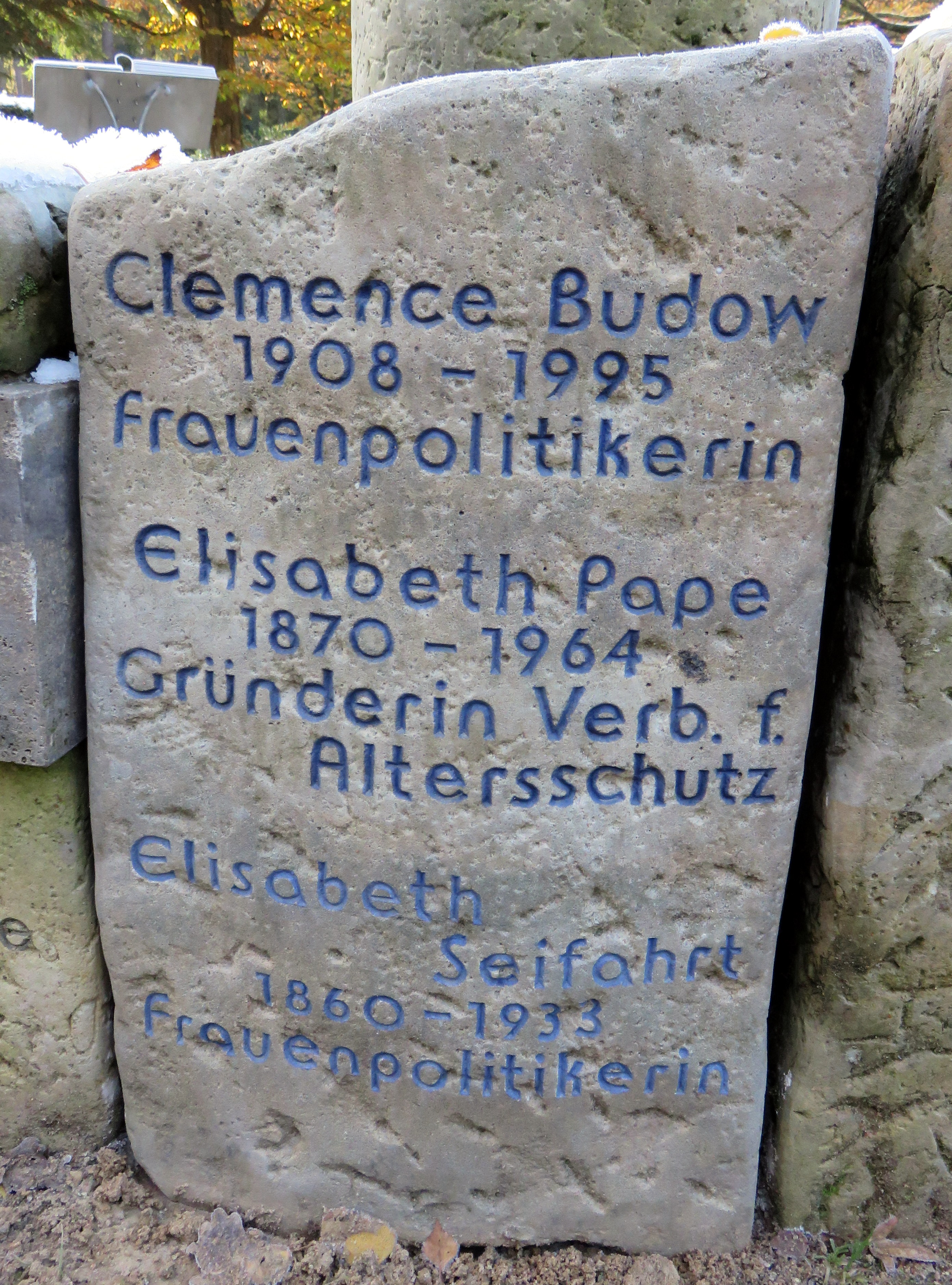
Erinnerungsstein für Clémence Budow im Garten der Frauen auf dem Friedhof Ohlsdorf

Budow, die aus dem Baltikum stammte, legte in Hamburg ihr Abitur ab und absolvierte anschließend eine Ausbildung zur Sekretärin. Ende der 1920er Jahre wurde sie vom Intendanten der Rundfunkgesellschaft NORAG als dessen Vorzimmerdame eingestellt. Durch diese Tätigkeit bekam sie die Möglichkeit, gemeinsam mit der Ehefrau des Intendanten die erste Frauenrundfunksendung in Deutschland zu produzieren. Aus dieser Tätigkeit entwickelte sich eine journalistische Tätigkeit, in deren Folge sie Chefredakteurin einer Hausfrauenzeitung wurde.
Nachdem ihr Ehemann im Zweiten Weltkrieg gefallen war, entwickelte sich Clémence Budow zur Pazifistin. Nach dem Krieg war sie von 1956 bis 1970 Vorsitzende des Hamburger Landesverbandes im Verband Weiblicher Angestellter und zudem Mitbegründerin des Hamburger Landesfrauenrates, dessen Trägerverband sie viele Jahre vorsaß. Beruflich war sie ab 1954 Leiterin der Fürsorgeabteilung und des Jugenderholungswerkes der Deutschen Hilfsgemeinschaft Hamburg. Zudem gehörte sie dem Ausstellungsausschuss der Verbrauchermesse Du und deine Welt an. Bis 1978 war sie Vorstandsmitglied des Hamburger Landesverbandes des Volksbundes Deutsche Kriegsgräberfürsorge, in dem sie zuvor von 1961 bis 1973 Referentin für die Öffentlichkeitsarbeit gewesen war. Von 1977 bis 1982 war sie Vorsitzende des Verbandes für Fraueninteressen.

## Politik
Budow engagierte sich ab 1950 in der Deutschen Partei, deren Landesfrauenausschuss in Hamburg sie leitete. Von 1951 bis 1954 gehörte Budow der Bezirksversammlung Hamburg-Nord an. Bei der Bürgerschaftswahl 1953 errang sie für den Hamburg-Block, ein Wahlbündnis aus DP, CDU, FDP und BHE, das Direktmandat im Wahlkreis 44. Die Bürgerschaft wählte sie zum Mitglied der zweiten Bundesversammlung, die 1954 Theodor Heuss als Bundespräsidenten wiederwählte. In der Bürgerschaft sprach sie sich für die finanzielle Gleichstellung von Krankenschwestern und -pflegern aus. Als sich der Hamburg-Block vor der Bürgerschaftswahl 1957 auflöste und die beteiligten Parteien wieder einzeln antraten, scheiterte sie mit der Liste der Deutschen Partei an der 5-Prozent-Hürde. Auf dem Landesparteitag am 28. November 1957 erklärte sie, die seit 1952 dem Landesvorstand der DP angehört hatte, ihren Austritt aus der Deutschen Partei und begründete diesen mit dem „unheilvollen Einfluß“ von bisherigen Mitgliedern der Freien Volkspartei, die im Januar 1957 mit der DP fusioniert hatte.

## Ehrungen
Budow wurde für ihr frauenpolitisches Engagement 1976 mit dem Verdienstkreuz am Bande der Bundesrepublik Deutschland und 1985 mit dem Verdienstkreuz I. Klasse ausgezeichnet. Zudem erhielt sie die Goldenen Ehrennadeln des Verbandes der Heimkehrer und des Reichsbundes der Kriegsopfer sowie die Ehrennadeln des Verbandes Weiblicher Angestellter und der Vereinigung der Hamburger Frauenorganisationen ausgezeichnet. Zu ihrem Gedächtnis wurde in der Erinnerungsspirale im Garten der Frauen des Friedhofs Ohlsdorf ein Stein für sie gesetzt.